# Claestorp
Claestorp (äldre form Klastorp) är ett slott i Katrineholms kommun, Södermanland. Claestorp ligger åtta kilometer sydväst om Katrineholm.

## Historia
Claestorp, som historiskt legat i Östra Vingåkers socken, hette förr Lasstorp och tillhörde i början av 1600-talet Knut Claesson Uggla och därefter hans änka, Anna Gyllenhorn. Under hennes tid verkar namnet ha ändrats till Claestorp. Därefter tillhörde det hennes systerdotter Sigrid Gyllenstierna och dennas båda män, Göran Fleming och Jakob Johan Hastfer. Claestorp ärvdes sedan av dottern till Fleming och Sigrid Gyllenstierna, Anna Catharina Fleming, och övergick genom hennes tredje man, greve Nils Stromberg, till dennes släkt. Godset utvidgades och förbättrades, särskilt av Nils Strombergs son, greve Claës Stromberg. Han uppförde den nuvarande manbyggnaden (efter en brand 1754) och 1776 gjordes Claestorp till fideikommiss. Det övergick till hustruns brorson Claes Axel Lewenhaupt. 
Greve Claes M. Lewenhaupt, som var innehavare av fideikommisset 1848–1882, utförde nyodlingar, jordförbättringar, en omsorgsfull skogsskötsel och anlade kvarnar, sågverk, kalkugnar, fabrik för tillverkning av terpentin, harts och kimrök samt ett marmorbruk. Siste fideikommissarie vid Claestorp blev överhovjägmästaren greve Claes Lewenhaupt (1880–1965), varefter Claestorps Fideikommiss AB bildades. Godset är fortfarande i familjen Lewenhaupts ägo.
På Claestorp inrättades på 1830-talet en syskola för flickor, som 1864 flyttades till allén sydost om Östra Vingåkers kyrka. Verksamheten på gården består idag av skogs- och jordbruk, fastighetsförvaltning, jakt, stuteri för arabiska fullblod samt konferensarrangemang.

## Bebyggelsen
Slottet (nuvarande huvudbyggnad) uppfördes 1754 efter ritningar av Carl Johan Cronstedt sedan den äldre herrgården brunnit. Det är av sten i tre våningar och har sex flyglar, av vilka två flyglar tillkommit senare. Huvudbyggnaden blev lagskyddat byggnadsminne 1983.
På kullen bakom huvudbyggnaden ligger ett stort magasin, i flygel med detta två ekonomibyggnader i korsvirke från 1700-talet, vilka fungerat som arbetarbostäder. En bit därifrån ligger en smedja från 1700-talet samt en statarlänga i två våningar.

## Förväxlingsrisk
Slottet skall inte förväxlas med Klagstorps herrgård i Skövde kommun, som tidigare också gått under namnet Claestorp. 

## Bilder

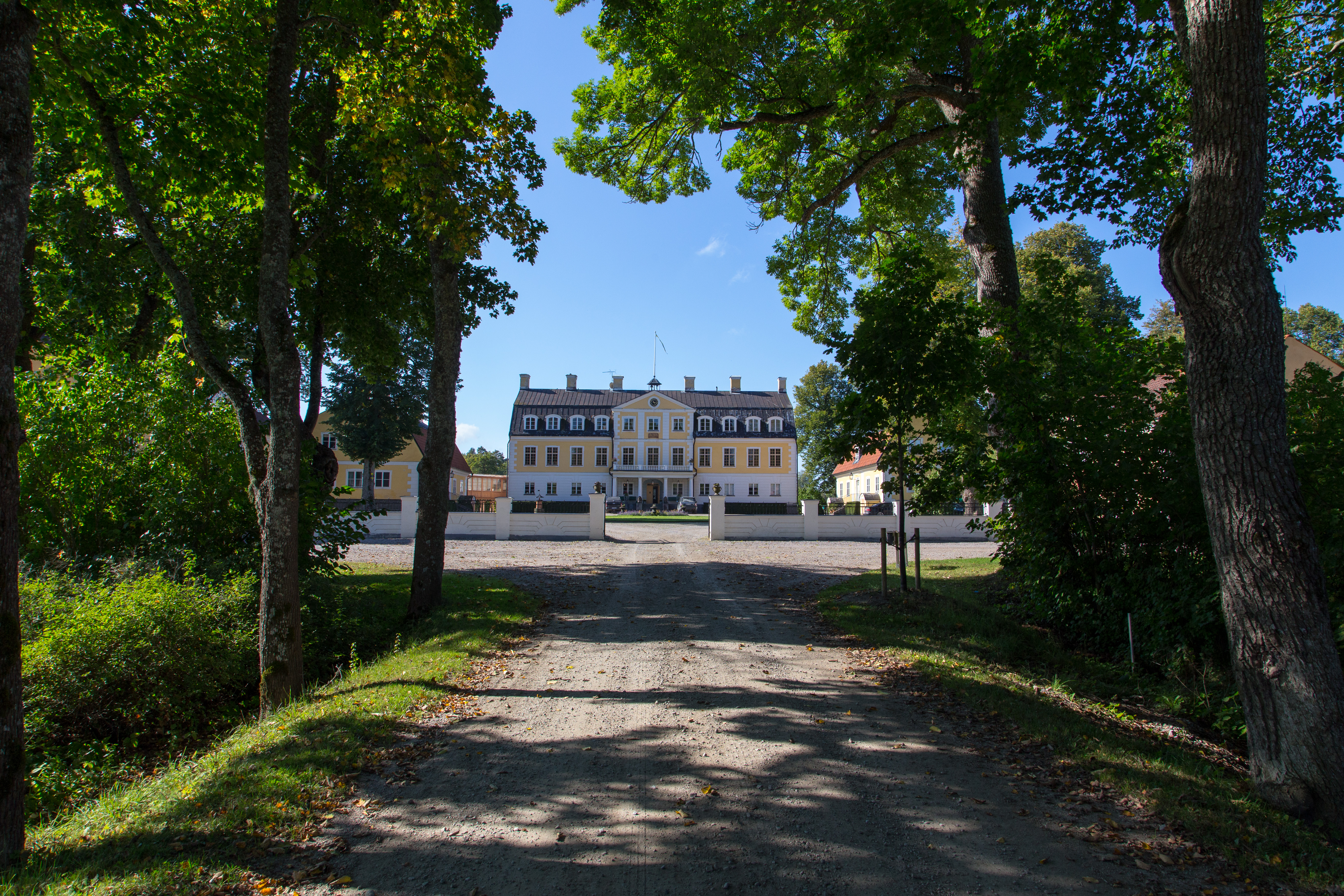
Allén och huvudbyggnaden
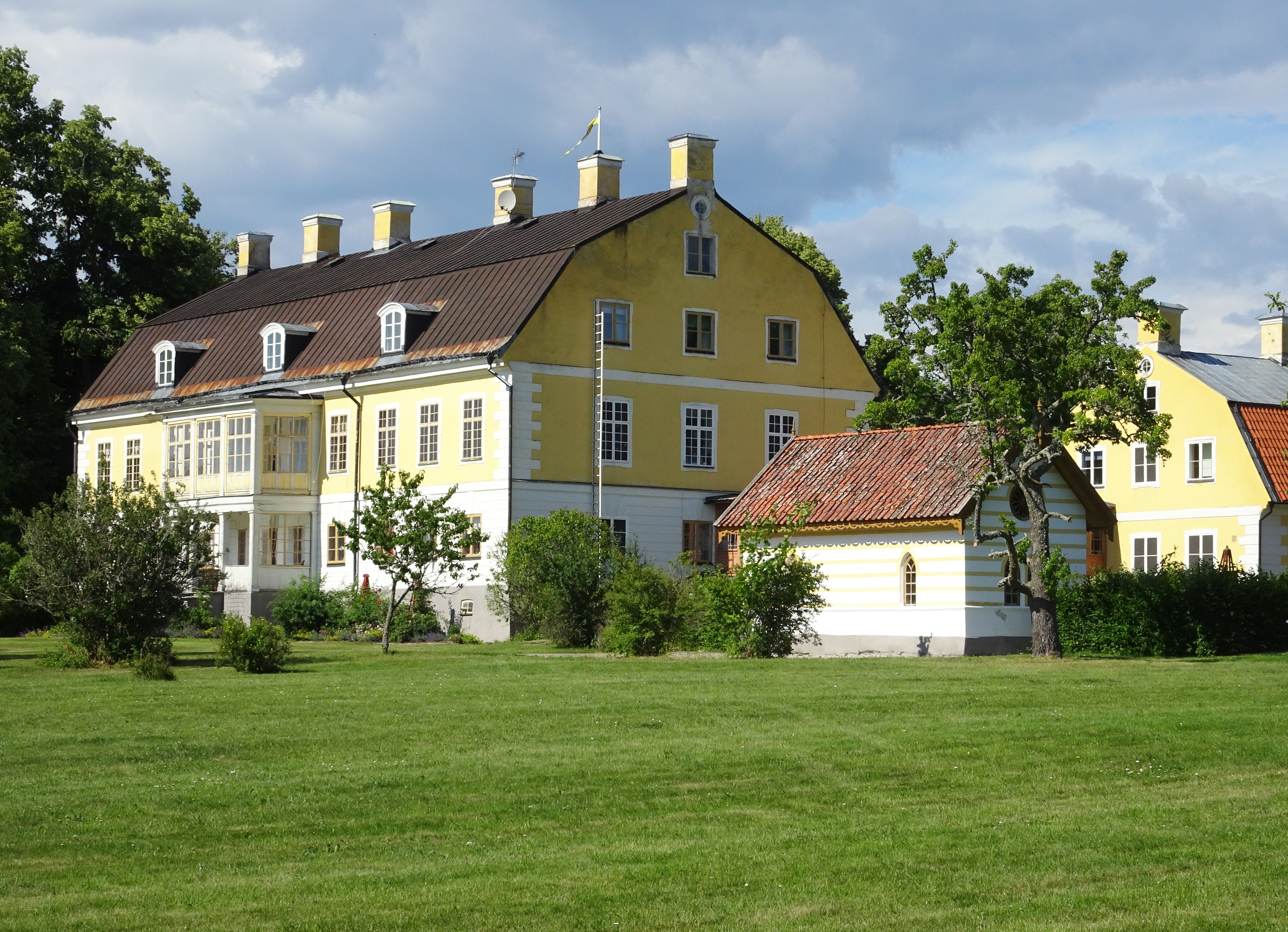
Fasader mot trädgården
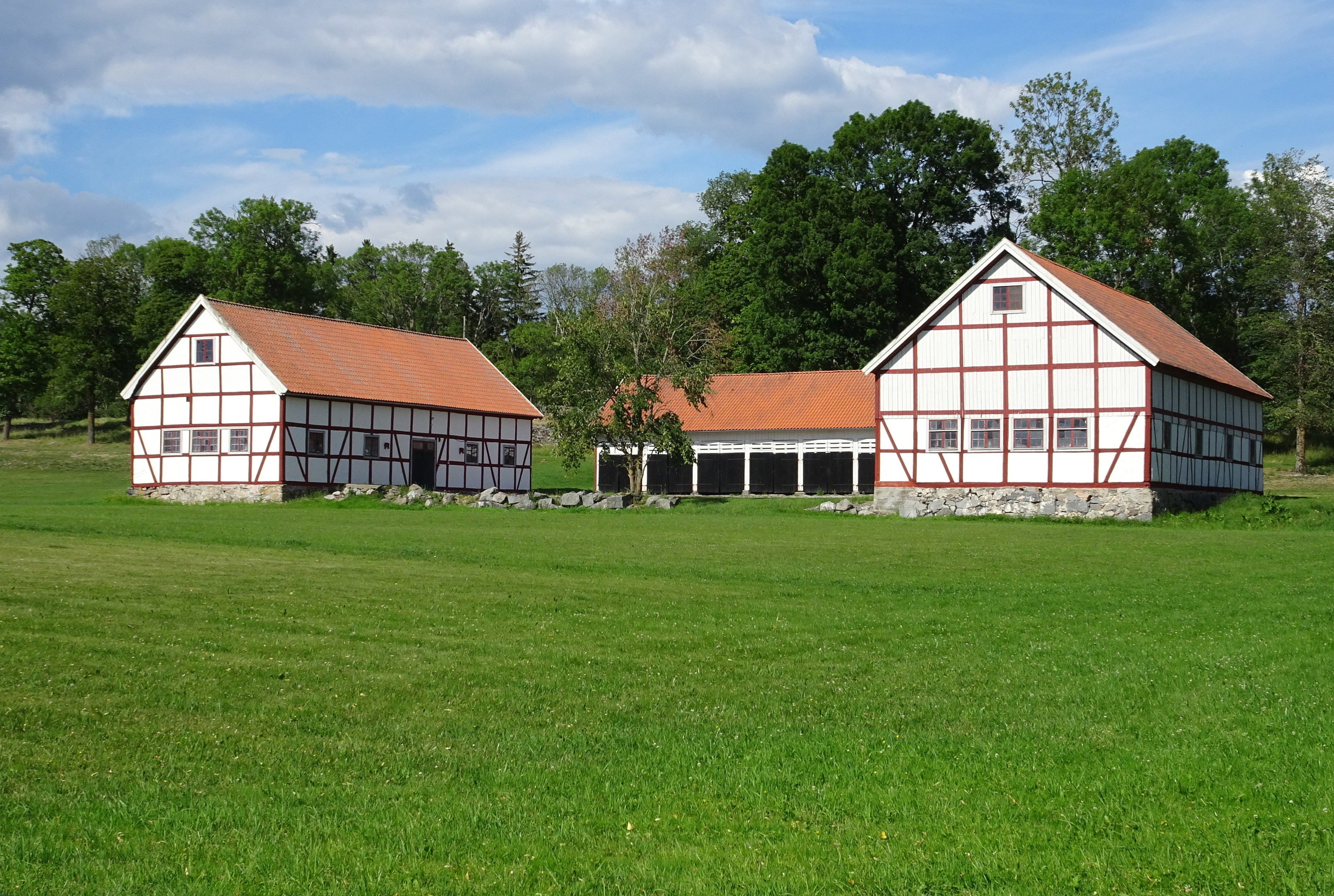
Ekonomibyggnader från 1700-talet i korsvirke
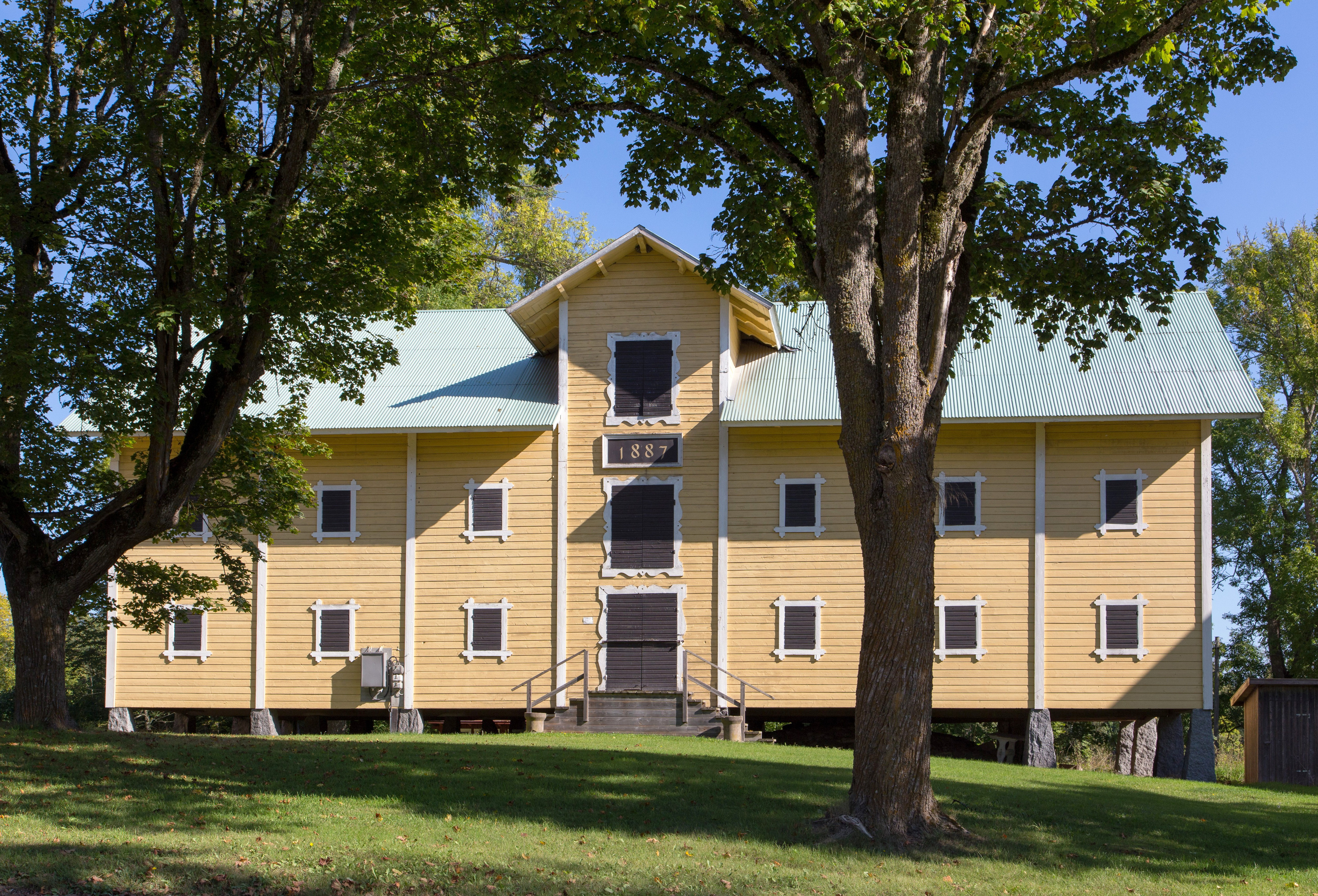
Magasin från 1887